# Пахаро, Франсиско де
Франсиско де Пахаро, также известный как «Art is Trash» или «El Arte Es Basura» (исп. Francisco de Pájaro) — испанский городской художник, родившийся в 1970 году в Сафре, провинция Бадахос, Испания.

## Биография

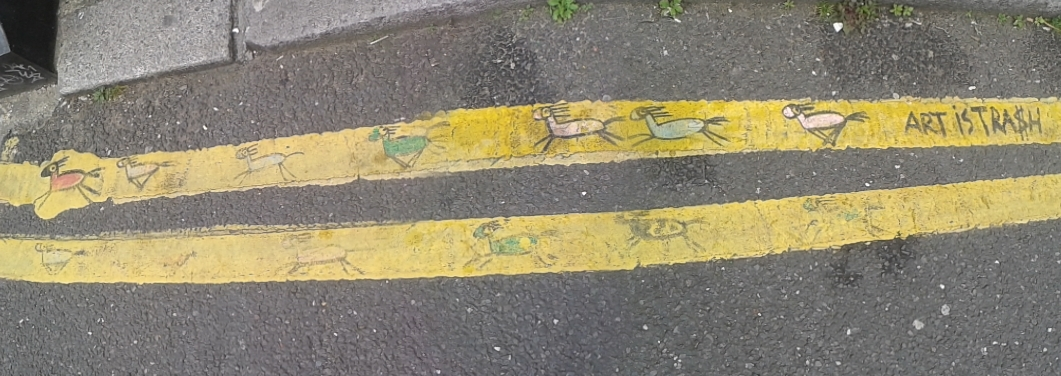
Граффити Франсиско де Пахаро, Лондон, район Шордитч. Апрель 2014.

Художник начал рисовать с 1990 года в Сафре, одновременно постоянно сменяя временные работы. В 1993 году я поступил в Школу прикладного искусства в Мериде, но через полтора года вернулся в родной город и стал соучредителем компании, занимающейся вывесками, плакатами и декоративной росписью. В 2002 году художник решается на переезд в Лондон, где он хотел посвятить себя искусству, но в конце 2003 возвращается в Барселону, и находится в поиске работы «для выживания».
Переломным моментом для Франсиско де Пахаро стала середина 2009 года, когда художник решил выйти на улицы Барселоны и начал рисовать на улице, как признается Пахаро, сделать это его побудило целое скопление негатива: экономические аферы в Испании, нестабильная работа, запрет на самовыражение на улицах, негатив со стороны художественных галерей к его картинам и его разочарование как художника. Всё это в конечном счёте выливается в проект, который художник назвал: «El Arte es Basura — Art Is Trash».

Граффити Франсиско де Пахаро, Лондон, район Шордитч. Март 2014.

## Art is trash
«Искусство — это мусор» (Art is Trash), неслучайно Франсиско де Пахаро выбирает такую подпись к своим работам, ведь для творчества он использует мусорные пакеты, ненужные коробки, выброшенную мебель, создавая из всего этого мусора, искажённые фигуры людей, животных, монстров.
Как признается художник на личном сайте, «El Arte es Basura — Art Is Trash» — это его костюм антигероя, в нём он может рисовать спонтанно, быстро и без академических навыков, донося ясное сообщение для граждан. Работы, входящие в этот проект, предоставляют художнику свободу выражать свои эмоции, критиковать всё, что его беспокоит или вызывает отвращение.
Art should not only in the galleries, to appreciate it or in the museums of the institutions where it has been kidnapped by political and economic interests. Pure art belongs to us, to the people, to the enslaved workers.
Возможный перевод: Искусство должно быть не только в галереях и цениться не только в музеях учреждений, где оно было похищено политическими или экономическими интересами. Чистое искусство принадлежит нам, людям, порабощенным работникам.
Летом 2018 года в галерее Base Elements (Барселона) одна из картин Франсиско де Пахаро стоила 3,2 тысяч евро, хотя до проекта Art is trash, его картины практически не покупали.

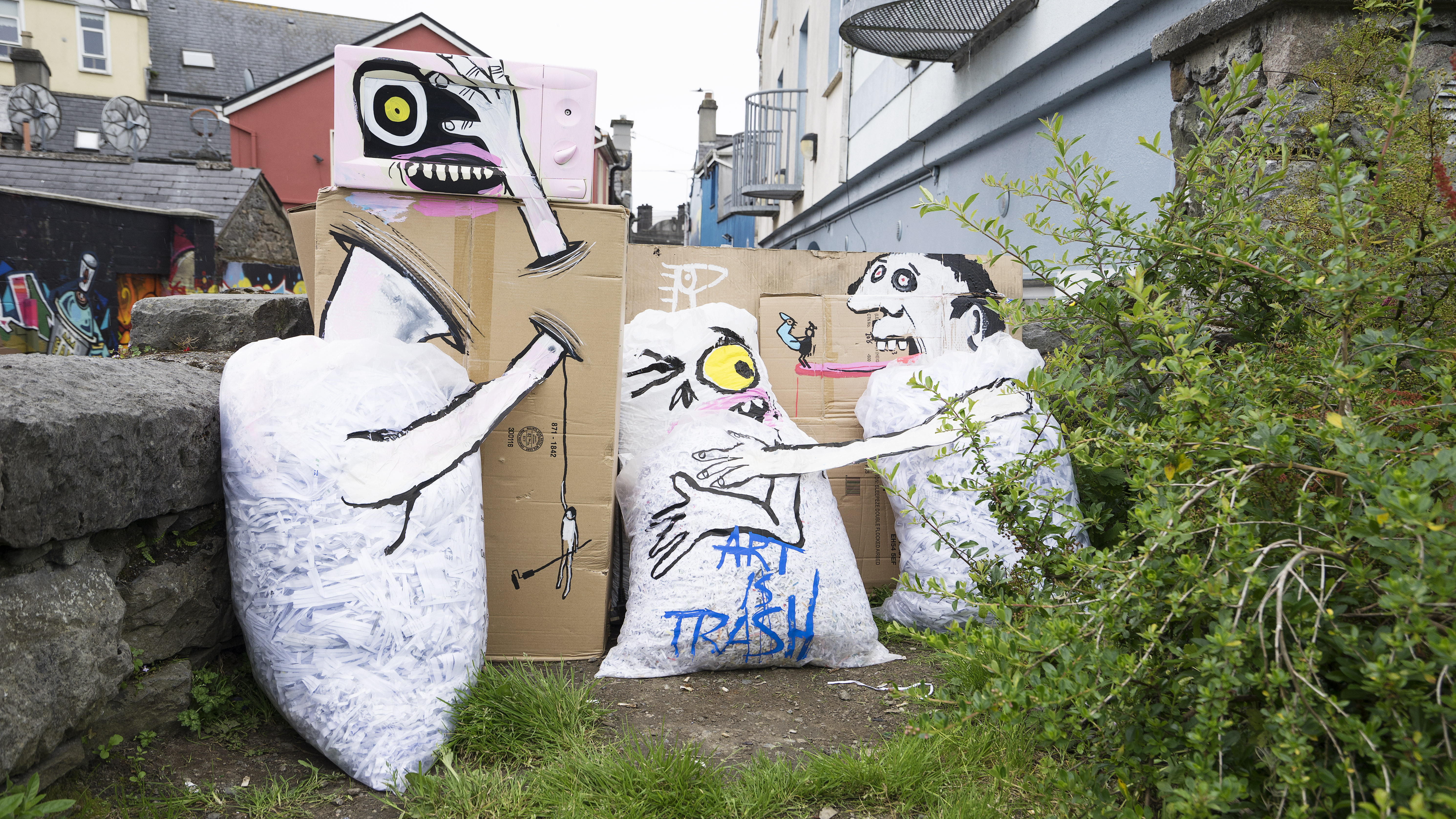
Трэш-арт, созданный во время Galway International Arts Festival 2014

«Так все сошлось — экономический кризис, запрет властей рисовать граффити, мои работы не покупали. И я начал рисовать на мусоре», — вспоминает художник.
Несмотря на то, что работы, в конечном итоге, оказываются в мусоровозе, Франсиско де Пахаро отмечает, что теперь соцсети стали его собственной галереей. Хотя находятся люди, которые забирают его арт-объекты и потом продают онлайн. После трэш-арта на улицах Барселоны, художник переехал в Лондон, где творил в течение восьми месяцев и смог провести собственную выставку в Лондонской галерее. Потом он посетил Нью-Йорк, Чикаго, Сан-Франсиско, Лос-Анжелес, Дубай, Пекин. Помимо трэш-арта на улицах, Франсиско пишет картины, и даже портреты на заказ.
Его творчество вызывает разные реакции. Например, гусеницу из мусорных мешков, с прилепленными бумажными лапами и головой, человек, который не знает манифеста проекта Art is trash, может просто начать рассматривать. «На него — и на то, на что он смотрит, — заглядываются еще несколько прохожих, кто-то неизбежно достает фотоаппарат и присаживается на корточки, кто-то начинает обсуждать обычай лондонцев выставлять мусорные мешки на тротуар. Группа смеется, распадается и расходится по своим делам; через какое-то время все происходит снова». Так, арты Франсиско де Паджаро приковывают внимание людей каждый день.